# 오스카르 에스투피냔
오스카르 에두아르도 에스투피냔 바예실라 (Óscar Eduardo Estupiñán Vallesilla, 1996년 12월 29일 ~ )는 콜롬비아의 축구 선수이며, 메스에서 스트라이커로 뛰고 있다.